# Giuseppe Maria Capece Zurlo
Giuseppe Maria Capece Zurlo (ur. 3 stycznia 1711 w Monteroni di Lecce, zm. 31 grudnia 1801 w Neapolu) – włoski duchowny katolicki, kardynał, arcybiskup Neapolu, teatyn.
Pochodził z rodu książąt Zurlo. Święcenia kapłańskie przyjął 19 grudnia 1733. 24 maja 1756 został wybrany biskupem Calvi. Sakrę przyjął 27 maja 1756 w Rzymie z rąk kardynała Giuseppe Spinelliego. 16 grudnia 1782 przeszedł na stolicę metropolitalną Neapolu, na której pozostał już do śmierci. Tego samego dnia Pius VI wyniósł go do godności kardynalskiej. Nie brał udział w konklawe wybierającym Piusa VII.